# ان‌جی‌سی ۷۷۷۷
ان‌جی‌سی ۷۷۷۷ (انگلیسی: NGC 7777) نام یک کهکشان عدسی است.